# Genipabu

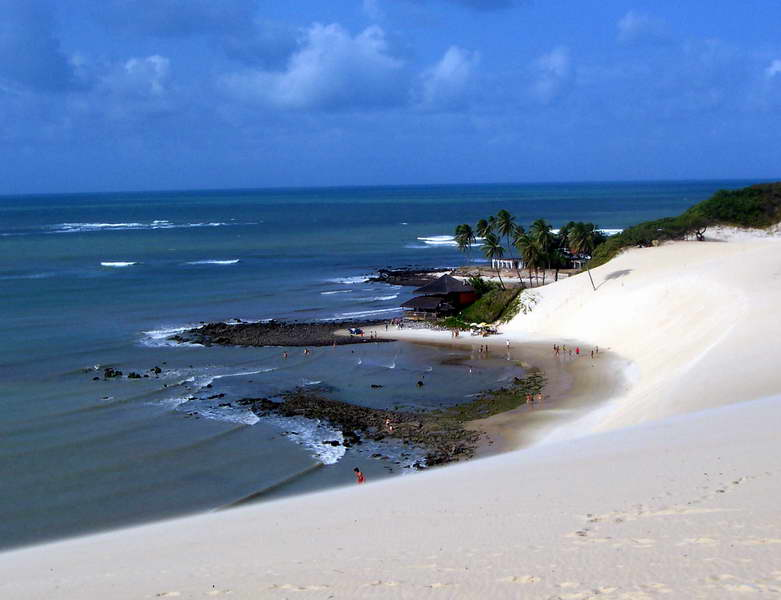
Dunes de Genipabu.

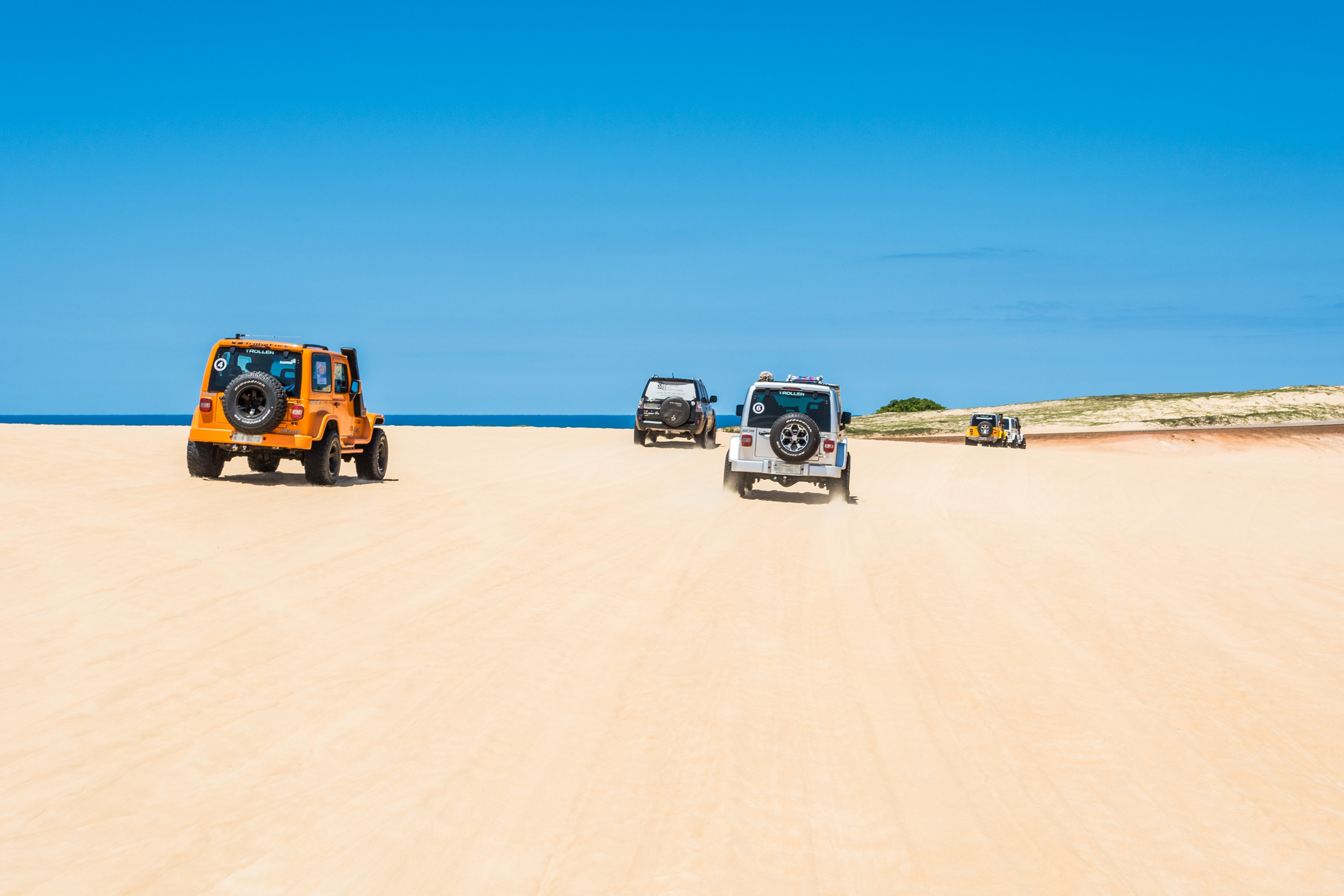
Buggies a les dunes de Genipabu.

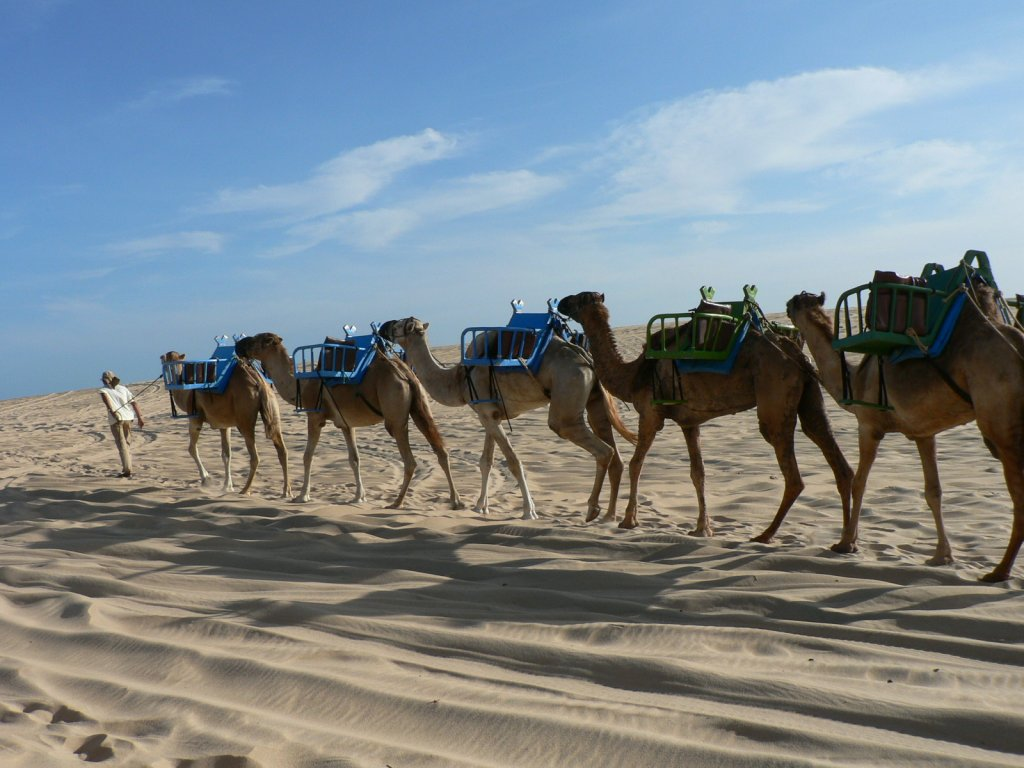
Camell dromedari a Genipabu (activitat acabada el 2020).

Genipabu (o Jenipabu ) és una platja amb un complex de dunes, una llacuna i una zona de protecció del medi ambient (APA) situada al municipi d'Extremoz, a uns 20 km de Natal (Rio Grande do Norte, Brasil). Les imatges de l'indret proporcionen les postals turístiques més conegudes de l'estat de Rio Grande do Norte.
Les dunes de Genipabu són mòbils perquè els forts vents de la costa de Rio Grande do Norte mouen la sorra d'un punt a un altre, donant forma al paisatge.
Genipabu es pot visitar en "buggies". Les passejades en camell per les dunes van ser populars durant molts anys, però a partir del 2020 ja no estan disponibles. Els viatges en "buggy" s'ofereixen a nivell local en dos estils, com emoção (lit: 'amb emoció': més arriscat) o sem emoção (llegit:'sense emoció': més segur). Cal tenir en compte, però, que només s'han de contractar professionals autoritzats responsables de la seguretat tant dels turistes com del medi ambient. Un esport que es practica a les dunes del voltant del llac és l'skibunda, una derivació del surf d'arena, en què una persona llisca les dunes assegut en una taula de fusta (bunda en portuguès, vol dir cul).